# Cub Crafters
A Cub Crafters, Inc. (frequentemente denominada CubCrafters) é uma fabricante Norte americana de aviões leves com sede em Yakima, Washington. Fundada em 1980 para construir peças e modificações de "Supplemental Type Certificate" (STC) para o Piper PA-18 Super Cub, seu modelo "Top Cub CC18-180" foi certificado pela "Federal Aviation Administration" em 16 de dezembro de 2004 e permaneceu em produção em fevereiro de 2017. O "Top Cub" é uma nova aeronave baseada na forma e nos atributos do "Super Cub", mas incorporando materiais e tecnologia modernos.
O Top Cub CC18-180 recebeu um certificado de tipo (TC) pela "Transport Canada" em 23 de julho de 2008 e obteve a certificação australiana em agosto daquele ano. Em julho de 2015, a empresa anunciou que havia vendido o TC do CC18 para a "Liaoning Cub Aircraft Corporation" da China. A Cub Crafters obteve um novo TC para continuar a produzir a aeronave para o mercado não chinês. A "Liaoning Cub Aircraft Corporation" planeja produzir o projeto para treinamento de vôo, fotografia aérea, mapeamento, agricultura e uso pessoal.
A Cub Crafters também produz uma aeronave esportiva leve, o CC11-100 Sport Cub, baseado na aparência do Piper J-3 Cub original. O Carbon Cub substitui muitas peças de alumínio por fibra de carbono para aliviar o peso vazio e permitir carga útil adicional.
A empresa também possui uma instalação voltada para serviços e revisões para o PA-18 Super Cub e outros projetos derivados do Cub.

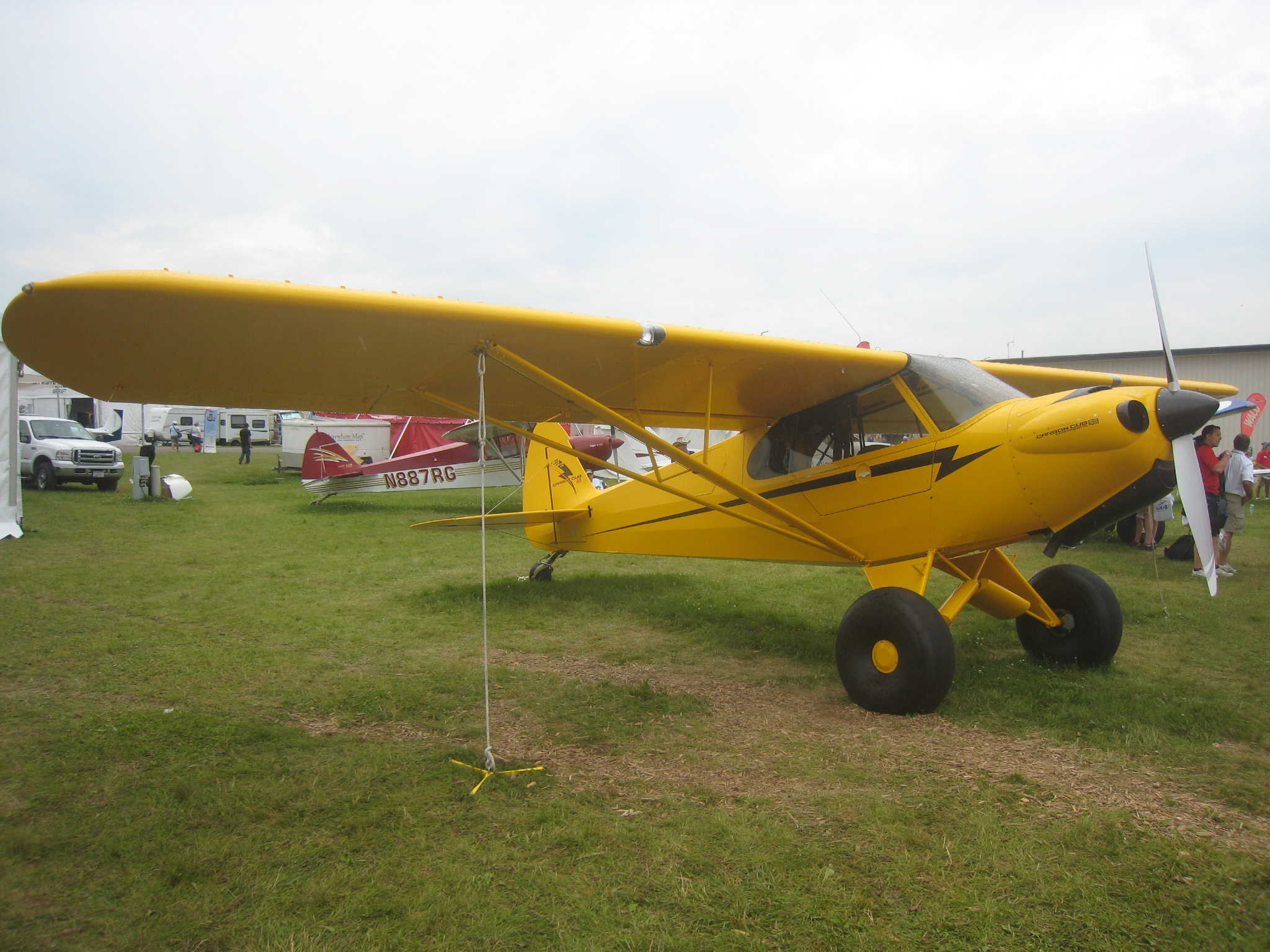
Um S3 Carbon Cub da Cub Crafters.

Em junho de 2016, a empresa apresentou um novo projeto de certificação de tipo, o XCub, que foi desenvolvido secretamente ao longo de seis anos.

## Produtos
- CC19-180 XCub
- CC18-180 Top Cub
- CC11-100 Sport Cub
- Carbon Cub FX[10]
- CC11-160 Carbon Cub SS
- Carbon Cub EX